# Zeven Bliscappen van Maria
De Zeven Bliscappen van Maria zijn een cyclus mysteriespelen over de Blijdschappen van Maria die van 1441 tot 1566 jaarlijks werden opgevoerd tijdens de Ommegang van Brussel. De teksten van de eerste en zevende Bliscap zijn bewaard in twee 15e-eeuwse regieboeken. De auteur van de stukken is niet bekend.

## Geschiedenis
De roof van het miraculeuze beeld Onze-Lieve-Vrouw-op-'t-Stocksken in 1348 werd door de Brusselaars gevierd door een jaarlijkse processie in te stellen. Tijdens deze ommegang, georganiseerd door de Grote Voetbooggilde van Onze-Lieve-Vrouw op de zondag tussen Hemelvaart en Pinksteren, waren er tableaux vivants en werd in de namiddag een Mariaspel opgevoerd op de Grote Zavel, bij de Zavelkerk waar het wonderbeeld werd bewaard. De eerste Bliscap werd in het raam van deze traditie geschreven en waarschijnlijk in 1441 voor het eerst opgevoerd. In 1448, jaar van het honderdjarig jubileum, zou de zevendelige cyclus dan voor de tweede keer gestart zijn. Zeker is dat het stadsbestuur in 1448 de toelage voor de spelen verhoogde en meer controle nam: de gezellen van de schuttersgilde moesten voortaan elk jaar een Bliscap brengen en de locatie verhuisde naar de Grote Markt. De patronage van het populaire gebeuren zal ongetwijfeld bedoeld zijn geweest om de band tussen de Bourgondische hertogelijke dynastie en de Brusselaars aan te halen. Het hof zelf streefde een gelijkaardig idee na met de Spelen van de Zeven Weeën, een tweede Mariacyclus die vanaf 1508 in Brussel werd opgevoerd door de Broederschap der Zeven Weeën in het kader van een nieuwe processie. Het laat zich aanzien dat dit tot competitie met de Bliscappen heeft geleid. Vanaf ongeveer 1530 kregen de schutters hulp van de stadsdichter bij het opvoeren van hun cyclus. In zijn eed moest hij zweren dat hij de beste acteurs van de stad zou aanduiden, ongeacht de rederijkerskamer waartoe ze behoorden. De laatste voorstelling waarvan we weet hebben, was die van de zevende Bliscap in 1566 onder Franchoys van Ballaer. Dat jaar brak de Geuzenrevolte uit in Brussel en kwam er waarschijnlijk een einde aan de opvoeringen. In het klimaat van Reformatie en Contrareformatie stonden de stukken te dicht bij het volksgeloof. Vanaf de 20e eeuw zijn ze occasioneel weer op de planken gebracht.

## Inhoud
De cyclus behandelde achtereenvolgens de blijde boodschap van de engel aan Maria, de geboorte van Jezus, het bezoek van de wijzen uit het oosten, de twaalfjarige Jezus in de tempel, de verrijzenis van Christus, de neerdaling van de Heilige Geest met Pinksteren en Maria's tenhemelopneming. Hoewel deze episodes vermeld zijn in de canonieke evangelies, is de behandelde stof afkomstig uit niet-bijbelse bronnen. De motieven waaruit de auteur van de stukken putte, kenden wijde verspreiding in volkstalige werken als het Leven ons Heren Jhesu Cristi, de Gouden Legende en de Mariapreken van Bernardus van Clairvaux. De personages zijn bijbels of allegorisch. Prologen en epilogen smeedden de verschillende stukken aan elkaar.

### Die eerste bliscap van Maria
Het handschrift met de eerste Bliscap, in 1962 verworven door de Koninklijke Bibliotheek van België, telt 2081 verzen. Dat moet een speelduur van ongeveer anderhalf uur hebben opgeleverd. Het stuk opent met Lucifer en Nijt die niet kunnen verdragen dat God de mens in de Engelenstoel heeft gezet en besluiten daar een einde aan te stellen. Ze sturen Serpent om Eva te verleiden met de verboden vrucht en zelf verleidt ze Adam. De stem van God spreekt over hen zijn strenge vonnis uit, dat door Cherubin wordt bevestigd. Na deze Zondeval volgt een duvelrie tussen Lucifer en Nijt, een Satansproces, en een twee duvelrie waarin Lucifer zijn overwinning viert. De volgende scène speelt zich af in het voorgeborgte van de hel. Adam, Eva, David, Job en de andere helbewoners maken zich ongerust, maar Jesaja heeft goed nieuws. Iemand die zonder zonde is, zal de mensen komen verlossen. De wanhoop van de helbewoners uit zich in een allegorische scène tussen Bitter Ellende en Innich Gebet. Ze sturen Ontfermicheit om hun zaak te bepleiten in een Dispuut der Deugden. In aanwezigheid van engelen houden Ontfermicheit en Gerechticheit dan elk een betoog voor God. Vader, Zoon en Heilige Geest houden beraad en komen met Waerheit tot een positieve beslissing voor de mens. Na deze uiteenzetting over de heilsgeschiedenis komen we bij de ouders van Maria. Joachim ziet zijn offerlam geweigerd door de bisschop en de priesters omdat zijn kinderloosheid wordt opgevat als een straf van God. Hij vlucht in schande naar de woestijn, maar keert terug na het bezoek van een engel en herenigt zich met Anna bij de Gouden Poort. Dan volgt een origineel burentafereel dat de eigentijdse situatie op de korrel nam. Joachim gaat de geboorte van Maria melden bij de priesters en vraagt een naam. Het spel gaat verder met Maria's opdracht in de tempel, haar huwelijk met Jozef en het roedenwonder. De Annunciatie is voorgesteld als een dialoog tussen God en de engel, gevolgd door de eigenlijke mededeling aan Maria. Haar aanvaarding besluit het stuk.

### Die sevenste blyscap van Onser Vrouwen
Het handschrift met de zevende Bliscap, in 1882 verworven door de KB, telt 1733 verzen. Waarschijnlijk is een stuk van zo'n 350 verzen weggelaten. In het voorspel ontvangt Maria van Johannes een huisje dat ze betrekt. Ze wil op het einde van haar leven nog de plaatsen zien waar Jezus is geweest. Daarop volgt een gesprek tussen de joden de Potestaet en de Ouwere, dat eindigt met een bedreiging aan Maria over de verstrooiing van haar lijk. Maria bidt tot God, die beslist haar in de hemel op te nemen. Een engel komt het haar melden bij wijze van tweede Annunciatie. Een wonder brengt alle apostelen samen bij Maria's huisje. Om dit uit te beelden, horen de toeschouwers Johannes preken te Efeze en vernemen ze dan uit de mond van drie buren zijn plotse verdwijnen. Na het burentafereel verklaart Maria het wonder aan de apostelen en neemt ze een voor een afscheid van hen. Lucifer roept zijn trawanten op om haar op het sterfbed te belagen, maar wordt teruggedreven door de engel Michaël. De climax van het spel is Maria's sterfbed en de verwelkoming van haar ziel door God. Niettemin wordt ze begraven en overvallen de joden, overeenkomstig hun bedreiging, de begrafenisstoet. Miraculeus verdorren hun handen. Na de lacune die ongetwijfeld de eigenlijke tenhemelopneming bevat, gaat het verder met een loflied van Thomas, die kwam aangevlogen uit India en de gebeurtenis heeft aanschouwd. Thomas doet zijn verhaal aan de andere apostelen. Ze gaan het graf openen en treffen er enkel kleren aan. Het spel besluit met een drievoudige lofzang en een rondeel ter afscheid van de drie grootste apostelen.

## Voorstelling
De vertoning moet hebben plaatsgevonden op een podium met eronder een hel en erboven een hemel. Er kwam het nodige kunst- en vliegwerk bij te pas. Vooral bij toneelwisselingen kwamen muzikanten en zangers met intermezzo's.

## Handschriften
- Brussel, Koninklijke Bibliotheek van België, hs. IV 192 (Eerste Bliscap)
- Leuven, Universiteitsbibliotheek, ms. 1183 (fragment van de Eerste Bliscap)
- Brussel, Koninklijke Bibliotheek van België, hs. II 478 (Zevende Bliscap)

## Uitgaven en hertalingen
- W.H. Beuken, Die eerste Bliscap van Maria en Die sevenste Bliscap van Onser Vrouwen, 1978
- Robrecht Lievens, "De eerste bliscap van Maria", in: Marcus de Schepper (ed.), Nederlandse letteren in de Leuvense Universiteitsbibliotheek, 1982, p. 41-47
- Willem Kuiper en Rob Resoort, Maria op de Markt. Middeleeuws toneel in Brussel, 1995